# Комплексные соединения

Цис-платин — одно из многих координационных соединений

Ко́мплексные соедине́ния (лат. complexus — сочетание, обхват) или координацио́нные соедине́ния (лат. co — «вместе» и ordinatio — «упорядочение») — это соединения (нейтральные молекулы или ионы), которые образуются в результате присоединения к данному иону (или атому), называемому комплексообразователем, нейтральных молекул или других ионов, называемых лигандами. Теория комплексных соединений (координационная теория) была предложена в 1893 г. А. Вернером.
Комплексные соединения, имеющие внешнюю сферу, в водном растворе полностью диссоциируют на комплексный малодиссоциирующий катион или анион. Комплексные соединения без внешней сферы в воде нерастворимы (например, карбонилы металлов).
Комплексные соединения разнообразны и многочисленны.

## Основные термины
Комплексное соединение — химическое вещество, в состав которого входят комплексные частицы. В настоящее время строгого определения понятия «комплексная частица» нет. Обычно используется следующее определение.
Комплексная частица, координационная частица — сложная частица, способная к самостоятельному существованию в кристалле или растворе, образованная из других, более простых частиц, также способных к самостоятельному существованию. Иногда комплексными частицами называют сложные химические частицы, все или часть связей в которых образованы по донорно-акцепторному механизму.
Комплексообразователь — центральный атом комплексной частицы. Обычно комплексообразователь — атом элемента, образующего металл, но это может быть и атом кислорода, азота, серы, иода и других элементов, образующих неметаллы. Комплексообразователь обычно положительно заряжен и в таком случае именуется в современной научной литературе металлоцентром; заряд комплексообразователя может быть также отрицательным или равным нулю.
Лиганды (Адденды) — атомы или изолированные группы атомов, располагающиеся вокруг комплексообразователя. Лигандами могут быть частицы, до образования комплексного соединения представлявшие собой молекулы (H2O, CO, NH3 и др.), анионы (OH−, Cl−, PO43− и др.), а также катион водорода H+.
Внутренняя сфера комплексного соединения — центральный атом со связанными с ним лигандами, то есть, комплексная частица.
Внешняя сфера комплексного соединения — остальные частицы, связанные с комплексной частицей ионной или межмолекулярными связями, включая водородные.
Дентатность лиганда определяется числом координационных мест, занимаемых лигандом в координационной сфере комплексообразователя. Различают монодентатные (унидентатные) лиганды, связанные с центральным атомом через один из своих атомов, то есть одной ковалентной связью, бидентатные (связанные с центральным атомом через два своих атома, то есть, двумя связями), три- , тетрадентатные и т. д.
Координационный полиэдр — воображаемый молекулярный многогранник, в центре которого расположен атом-комплексообразователь, а в вершинах — частицы лигандов, непосредственно связанные с центральным атомом.
Координационное число (КЧ) — число связей, образуемых центральным атомом с лигандами.
Для комплексных соединений с монодентантными лигандами КЧ равно числу лигандов, а в случае полидентантных лигандов — числу таких лигандов, умноженному на дентатность.

## Типы комплексных соединений
Существует несколько типов комплексных соединений, в основу которых положены различные принципы.

### По заряду комплекса
1) Катионные комплексы образованы в результате координации вокруг положительного иона нейтральных молекул (H2O, NH3 и др.).
[Zn(NH3)4]Cl2 — хлорид тетраамминцинка(II)

[Co(NH3)6]Cl2 — хлорид гексаамминкобальта(II)
2) Анионные комплексы: в роли комплексообразователя выступает ион с положительной степенью окисления, а лигандами являются простые или сложные анионы.
K2[BeF4] — тетрафторобериллат(II) калия 

Li[AlH4] — тетрагидридоалюминат(III) лития 

K3[Fe(CN)6] — гексацианоферрат(III) калия
3) Нейтральные комплексы образуются при координации молекул вокруг нейтрального атома, а также при одновременной координации вокруг положительного иона — комплексообразователя отрицательных ионов и молекул.
[Ni(CO)4] — тетракарбонилникель 

[Pt(NH3)2Cl2] — дихлородиамминплатина(II)

### По числу мест, занимаемых лигандами в координационной сфере

Структура комплексного иона, образованного катионом металла и анионом ЭДТА

1) Монодентатные лиганды. Такие лиганды бывают нейтральными (молекулы Н2О, NH3, CO, NO и др.) и заряженными (ионы CN−, F−, Cl−, OH−, SCN−, и др.).
2) Бидентатные лиганды. Примерами служат лиганды: ион аминоуксусной кислоты H2N — CH2 — COO−, оксалатный ион −O — CO — CO — O−, карбонат-ион СО32−, сульфат-ион SO42−, тиосульфат-ион S2O32−.
3) Полидентатные лиганды. Например, комплексоны — органические лиганды, содержащие в своём составе несколько групп −С≡N или −COOH (этилендиаминтетрауксусная кислота — ЭДТА). Циклические комплексы, образуемые некоторыми полидентатными лигандами, относят к хелатным (гемоглобин и др.).

### По природе лиганда
1) Аммиакаты — соединения, в которых лигандами служат молекулы аммиака, например: [Cu(NH3)4]SO4, [Co(NH3)6]Cl3, [Pt(NH3)6]Cl4 и др.
2) Аквакомплексы — в которых лигандом выступает вода: [Co(H2O)6]Cl2, [Al(H2O)6]Cl3 и др.
3) Карбонилы — комплексные соединения, в которых лигандами являются молекулы оксида углерода(II): [Fe(CO)5], [Ni(CO)4].
4) Ацидокомплексы — комплексы, в которых лигандами являются кислотные остатки. К ним относятся комплексные соли: K2[PtCl4], комплексные кислоты: H2[CoCl4], H2[SiF6].
5) Гидроксокомплексы — комплексные соединения, в которых в качестве лигандов выступают гидроксид-ионы: Na2[Zn(OH)4], Na2[Sn(OH)6] и др.

## Номенклатура
1) В названии комплексного соединения первым указывают отрицательно заряженную часть — анион, затем положительную часть — катион.
2) Название комплексной части начинают с указания состава внутренней сферы. Во внутренней сфере прежде всего называют лиганды — анионы, прибавляя к их латинскому названию окончание «о». Например: Cl− — хлоро, CN− — циано, SCN− — тиоцианато, NO3− — нитрато, SO32− — сульфито, OH− — гидроксо и т. д. При этом пользуются терминами: для координированного аммиака — аммин, для воды — аква, для оксида углерода(II) — карбонил.
3) Число монодентатных лигандов указывают греческими числительными: 1 — моно (часто не приводится), 2 — ди, 3 — три, 4 — тетра, 5 — пента, 6 — гекса. Для полидентатных лигандов (например, этилендиамин, оксалат) используют бис-, трис-, тетракис- и т. д.
4) Затем называют комплексообразователь, используя корень его латинского названия и окончание -ат, после чего римскими цифрами указывают (в скобках) степень окисления комплексообразователя.
5) После обозначения состава внутренней сферы называют внешнюю сферу.
6) В названии нейтральных комплексных частиц комплексообразователь указывается в именительном падеже, а степень его не указывается, так как она однозначно определяется, исходя из электронейтральности комплекса.
Примеры:
K3[Fe(CN)6] — гексацианоферрат(III) калия
(NH4)2[PtCl4(OH)2] — дигидроксотетрахлороплатинат(IV) аммония
[Сr(H2O)3F3] — трифторотриаквахром
[Co(NH3)3Cl(NO2)2] — динитритохлоротриамминкобальт
[Pt(NH3)4Cl2]Cl2 — хлорид дихлоротетраамминплатины(IV)
[Li(H2O)4]NO3 — нитрат тетрааквалития

## История
Основателем координационной теории комплексных соединений является швейцарский химик Альфред Вернер (1866—1919). Координационная теория Вернера 1893 года была первой попыткой объяснить структуру комплексных соединений. Эта теория была предложена до открытия электрона Томсоном в 1896 году, и до разработки электронной теории валентности. Вернер не имел в своём распоряжении никаких инструментальных методов исследований, а все его исследования были сделаны интерпретацией простых химических реакций.

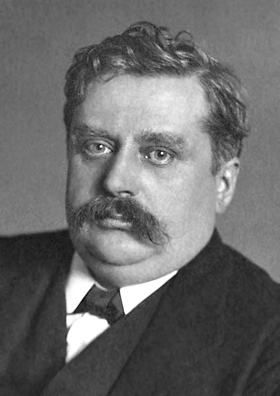
Альфред Вернер

Представления о возможности существования «дополнительных валентностей», зародившиеся при изучении четвертичных аминов, Вернер применяет и к «комплексным соединениям». В статье «К теории сродства и валентности», опубликованной в 1891 г., Вернер определяет сродство как «силу, исходящую из центра атома и равномерно распространяющуюся во всех направлениях, геометрическое выражение которой, таким образом, представляет собой не определённое число основных направлений, а сферическую поверхность».
Два года спустя в статье «О строении неорганических соединений» Вернер выдвинул координационную теорию, согласно которой в неорганических молекулярных соединениях центральное ядро составляют комплексообразующие атомы. Вокруг этих центральных атомов расположено в форме простого геометрического полиэдра определённое число других атомов или молекул. Число атомов, сгруппированных вокруг центрального ядра, Вернер назвал координационным числом. Он считал, что при координационной связи существует общая пара электронов, которую одна молекула или атом отдает другой. Поскольку Вернер предположил существование соединений, которые никто никогда не наблюдал и не синтезировал, его теория вызвала недоверие со стороны многих известных химиков, считавших, что она без всякой необходимости усложняет представление о химической структуре и связях. Поэтому в течение следующих двух десятилетий Вернер и его сотрудники создавали новые координационные соединения, существование которых предсказывалось его теорией. В числе созданных ими соединений были молекулы, обнаруживающие оптическую активность, то есть способность отклонять поляризованный свет, но не содержащие атомов углерода, которые, как полагали, были необходимы для оптической активности молекул.
В 1911 г. осуществление Вернером синтеза более чем 40 оптически активных молекул, не содержащих атомов углерода, убедило химическое сообщество в справедливости его теории.
В 1913 г. Вернеру была присуждена Нобелевская премия по химии «в знак признания его работ о природе связей атомов в молекулах, которые позволяли по-новому взглянуть на результаты ранее проведённых исследований и открывали новые возможности для научно-исследовательской работы, особенно в области неорганической химии». По словам Теодора Нордстрема, который представлял его от имени Шведской королевской академии наук, работа Вернера «дала импульс развитию неорганической химии», стимулировав возрождение интереса к этой области после того, как она какое-то время пребывала в забвении.

## Структура и стереохимия
Строение комплексных соединений рассматривают на основе координационной теории, предложенной в 1893 г. швейцарским химиком Альфредом Вернером, лауреатом Нобелевской премии. Его научная деятельность проходила в Цюрихском университете. Ученый синтезировал много новых комплексных соединений, систематизировал ранее известные и вновь полученные комплексные соединения и разработал экспериментальные методы доказательства их строения.
В соответствии с этой теорией в комплексных соединениях различают комплексообразователь, внешнюю и внутреннюю сферы. Комплексообразователем обычно является катион или нейтральный атом. Внутреннюю сферу составляет определённое число ионов или нейтральных молекул, которые прочно связаны с комплексообразователем. Их называют лигандами. Число лигандов определяет координационное число (КЧ) комплексообразователя. Внутренняя сфера может иметь положительный, отрицательный или нулевой заряд.
Остальные ионы, не разместившиеся во внутренней сфере, находятся на более далеком расстоянии от центрального иона, составляя внешнюю координационную сферу.
Если заряд лигандов компенсирует заряд комплексообразователя, то такие комплексные соединения называют нейтральными или комплексами-неэлектролитами: они состоят только из комплексообразователя и лигандов внутренней сферы. Таким нейтральным комплексом является, например, [Pt(NH3)2Cl2].
Природа связи между центральным ионом (атомом) и лигандами может быть двоякой. С одной стороны, связь обусловлена силами электростатического притяжения. С другой — между центральным атомом и лигандами может образоваться связь по донорно-акцепторному механизму по аналогии с ионом аммония. Во многих комплексных соединениях связь между центральным ионом (атомом) и лигандами обусловлена как силами электростатического притяжения, так и связью, образующейся за счёт неподеленных электронных пар лигандов и свободных орбиталей комплексообразователя.
Комплексные соединения, имеющие внешнюю сферу, являются сильными электролитами и в водных растворах диссоциируют практически нацело на комплексный ион и ионы внешней сферы.
При обменных реакциях комплексные ионы переходят из одних соединений в другие, не изменяя своего состава.
Наиболее типичными комплексообразователями являются катионы d-элементов. Лигандами могут быть:
а) полярные молекулы — NH3, Н2О, CO, NO; 

б) простые ионы — F−, Cl−, Br−, I−, H+; 

в) сложные ионы — CN−, SCN−, NO2−, OH−.
Для описания взаимосвязи пространственного строения комплексных соединений и их физико-химических свойства используются представления стереохимии. Стереохимический подход — удобный прием представления свойств вещества в части влияния того или иного фрагмента структуры вещества на свойство.
Объекты стереохимии — комплексные соединения, органические вещества, высокомолекулярные синтетические и природные соединения. А. Вернер, один из основоположников координационной химии, приложил большие усилия к развитию неорганической стереохимии. Именно стереохимия является центральной в этой теории, до сих пор остающийся ориентиром в координационной химии.

## Изомерия координационных соединений
В статистическом аспекте стереохимии центральным оказывается явление изомерии координационных соединений.
Свойство изомерии химических соединений было известно ещё при разработке классической теории химического строения.
Изомерия молекул открыта в 1823 г. Ю.Либихом, обнаружившим, что серебряная соль гремучей кислоты и изоцианат серебра имеют один и тот же элементный состав, но разные физические и химические свойства.
Под изомерией понимают способность к разному взаимному расположению атомов и атомных фрагментов в соединениях одинакового общего состава, диктующую отличия в химических и физических свойствах соответствующих соединений — изомеров. В случае координационных соединений указанные различия могут быть связаны как со спецификой расположения лигандов во внутренней координационной сфере, так и с распределением лигандов между внутренней и внешними сферами.
Изомерия прямо связана с наличием или отсутствием в соединении тех или иных элементов симметрии: поворотных осей, зеркально-поворотных осей, центра и плоскостей симметрии.
Стереохимическая конфигурация характеризует относительное пространственное расположение атомов или групп атомов в молекуле химического соединения. Смысл этого термина зависит от конкретного пространственного расположения атомов в структуре комплекса. Его используют для описания фигуры или многогранника вместе с дополнительным определением, характеризующим специфику пространственного расположения атомов. Так, можно говорить о цис- или транс-конфигурации; D (d), L(l), DL (dl) — соответственно право-, левовращающая конфигурация, рацемат.
Существуют изомеры двух типов:
1) соединения, в которых состав внутренней сферы и строение координированных лигандов идентичны (геометрические, оптические, конформационные, координационного положения);
2) соединения, для которых возможны различия в составе внутренней сферы и строении лигандов (ионизационные, гидратные, координационные, лигандные).

### Пространственная (геометрическая) изомерия
Этот вид изомерии вызван неодинаковым размещением лигандов во внутренней сфере относительно друг друга. Необходимым условием геометрической изомерии является наличие во внутренней координационной сфере не менее двух различных лигандов. Геометрическая изомерия проявляется преимущественно у комплексных соединений, имеющих октаэдрическое строение, строение плоского квадрата или квадратной пирамиды. С увеличением числа различных лигандов во внутренней сфере растет число геометрических изомеров.

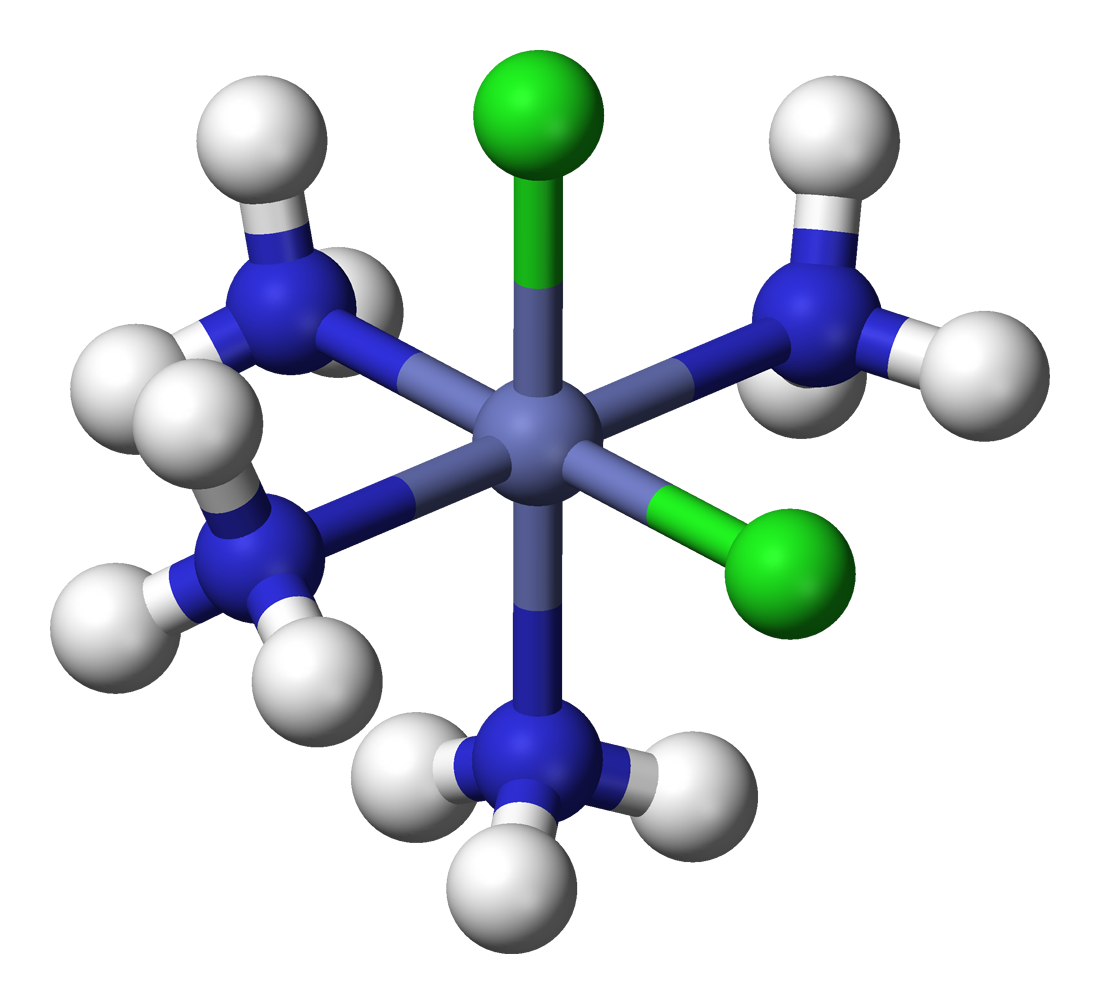
цис-[CoCl2(NH3)4]+
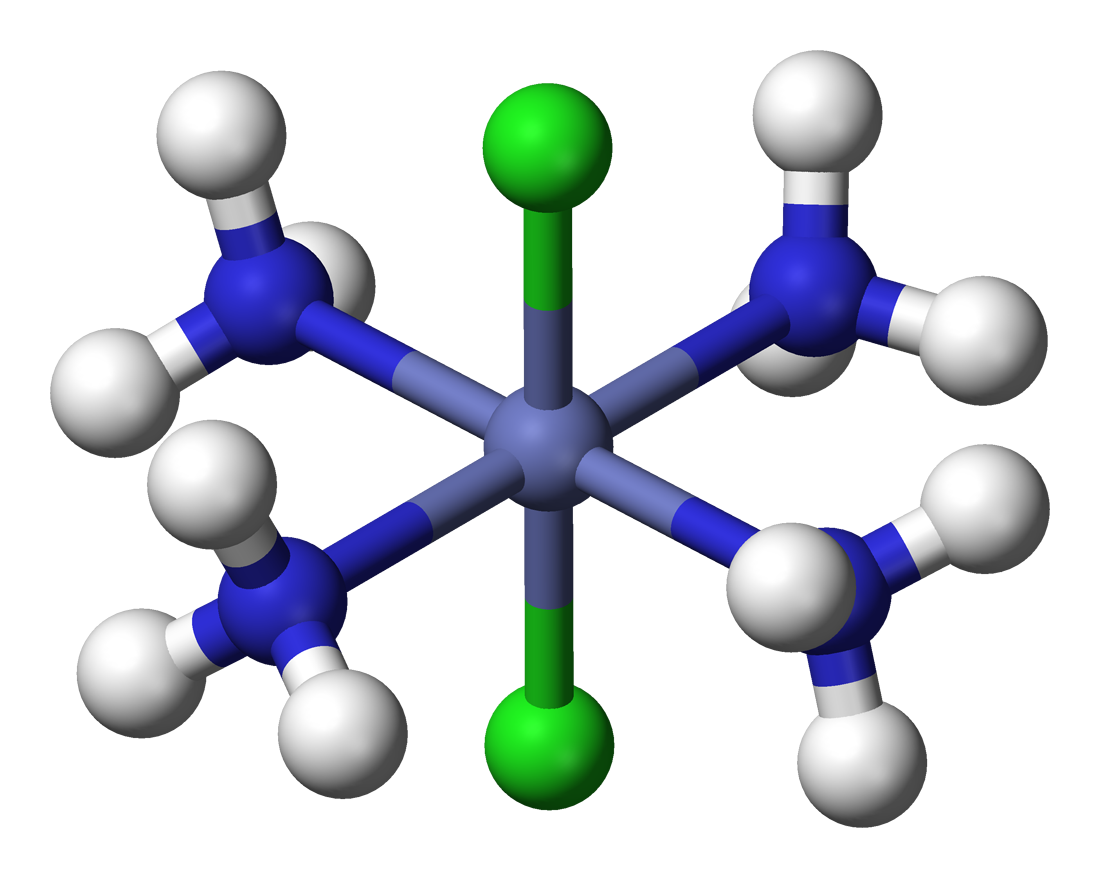
транс-[CoCl2(NH3)4]+
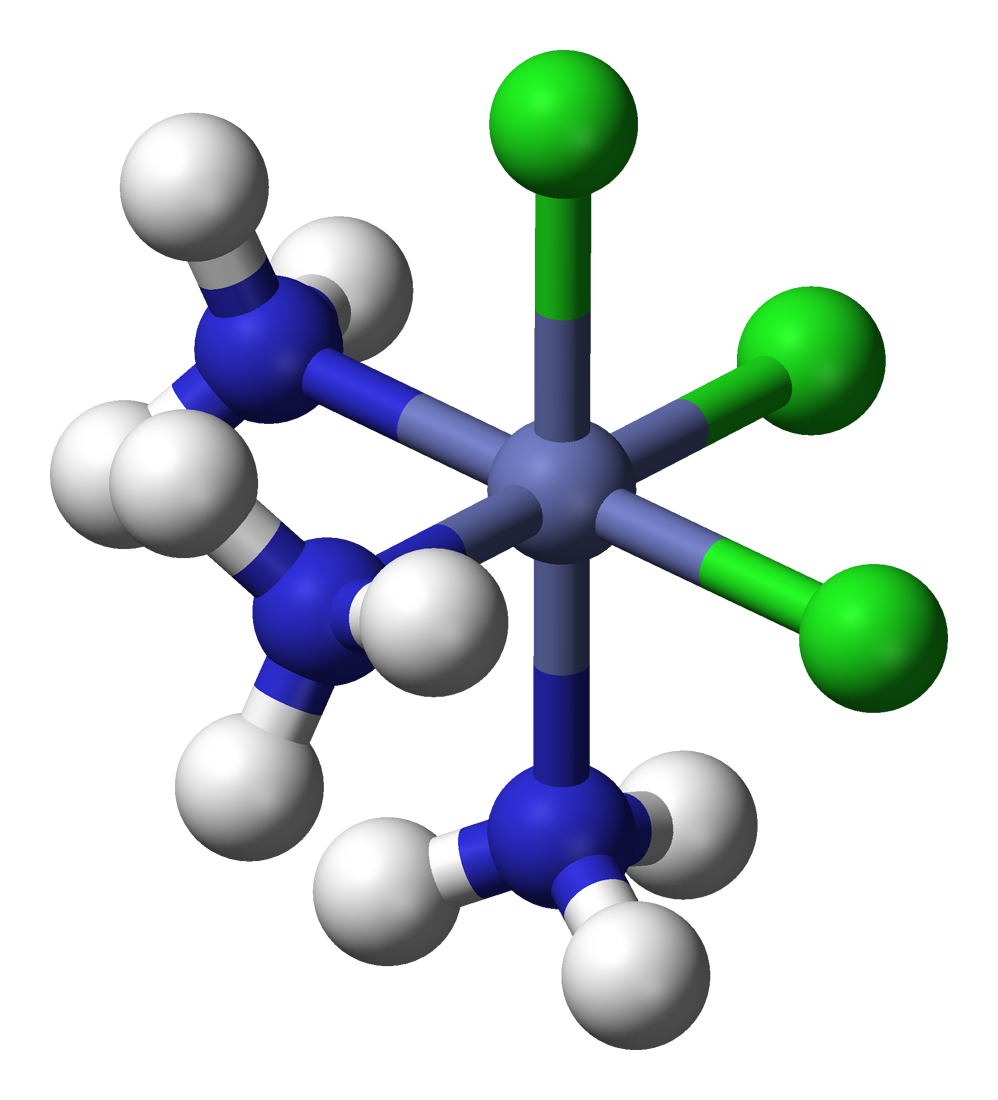
Гран- (fac-) граневой-[CoCl3(NH3)3]
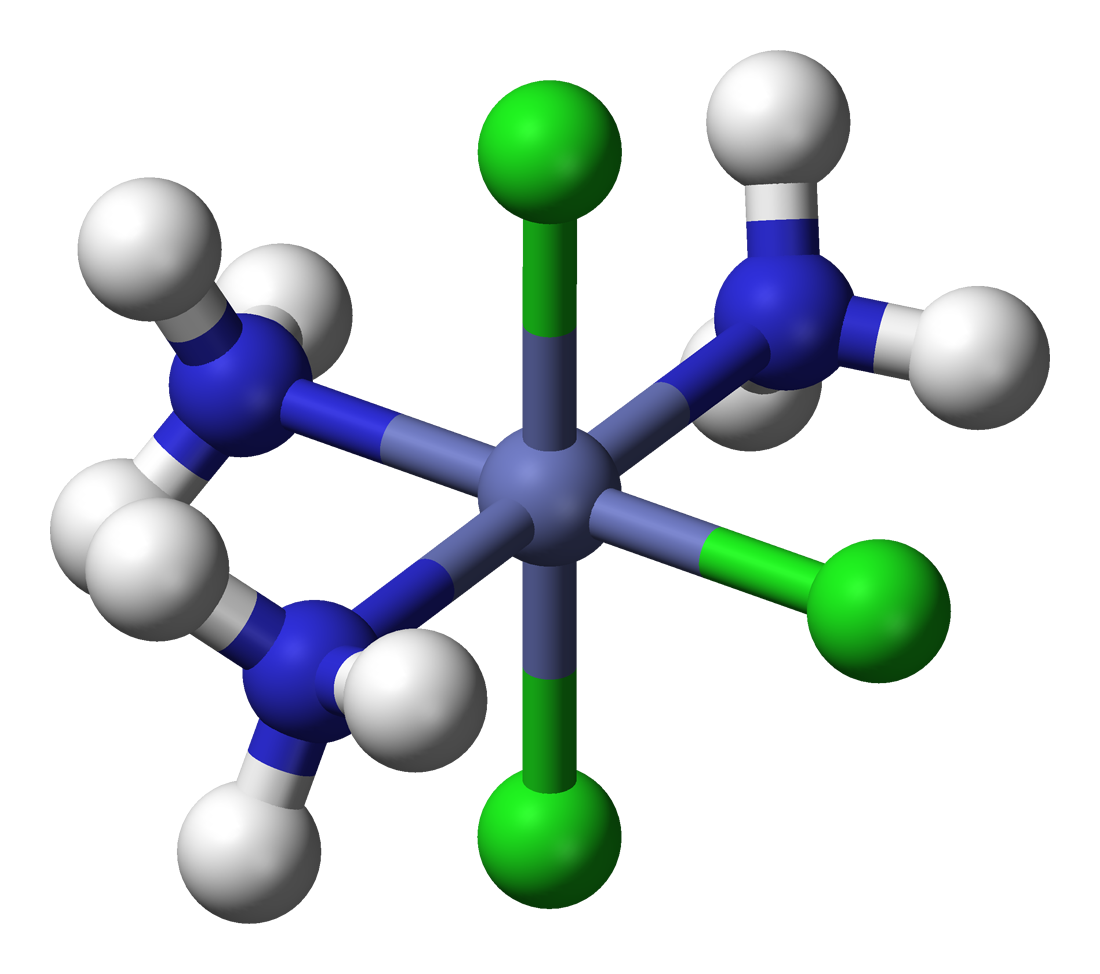
Ос- (mer-) реберный-[CoCl3(NH3)3]

### Оптическая изомерия
Оптическая изомерия связана со способностью некоторых комплексных соединений существовать в виде двух форм, не совмещаемых в трехмерном пространстве и являющихся зеркальным отображением друг друга, как левая рука и правая. Поэтому оптическую изомерию называют иногда ещё зеркальной изомерией.

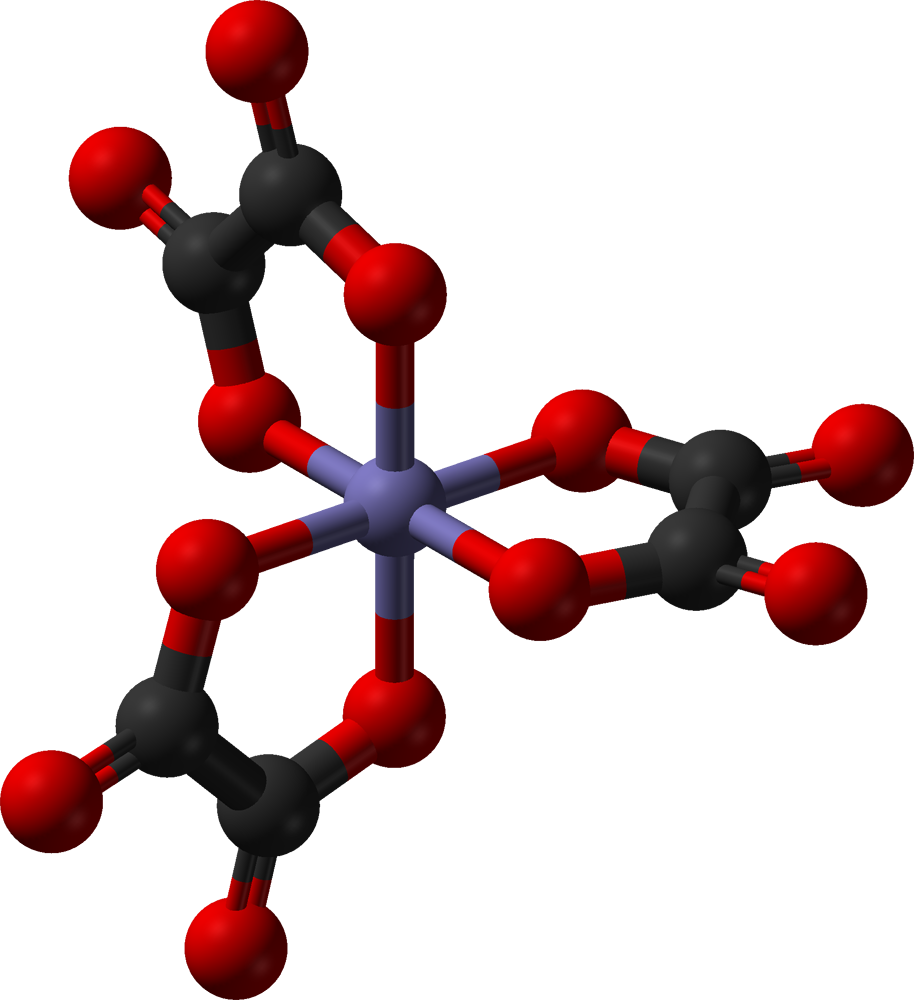
Λ-[Fe(ox)3]3−
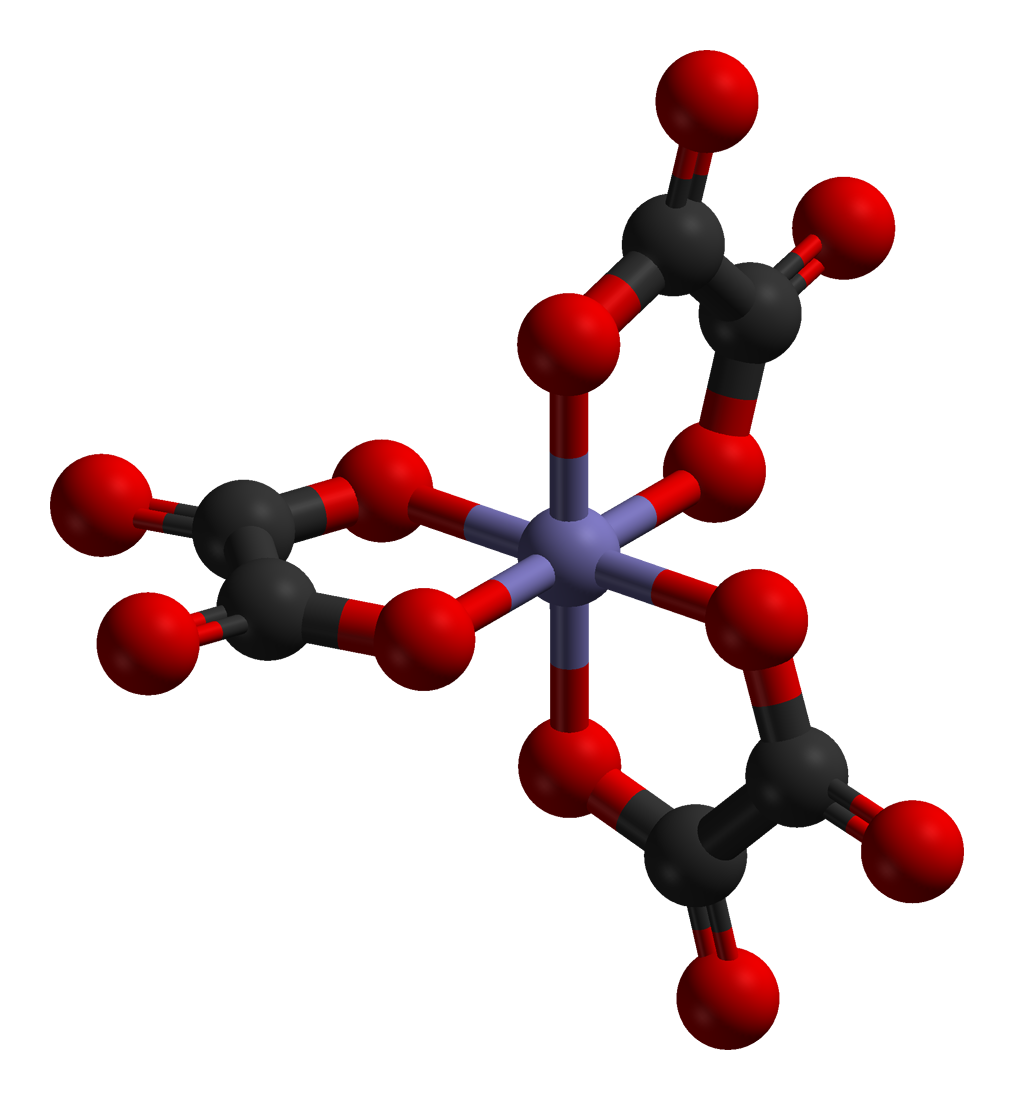
Δ-[Fe(ox)3]3−
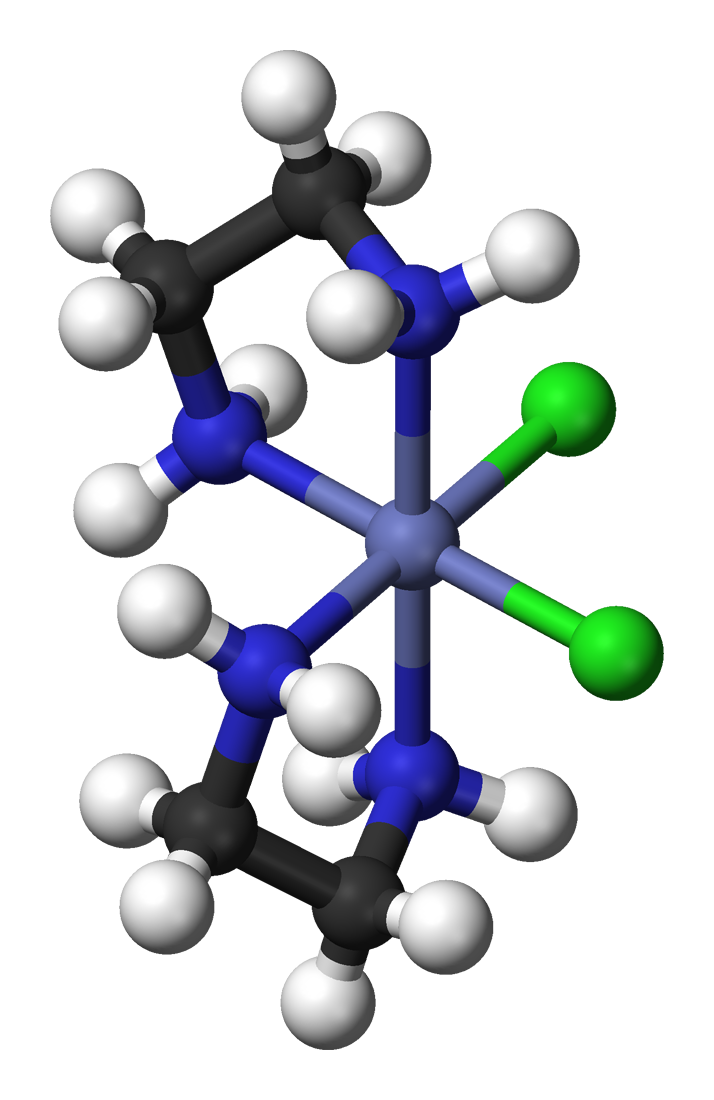
Λ-цис-[CoCl2(en)2]+
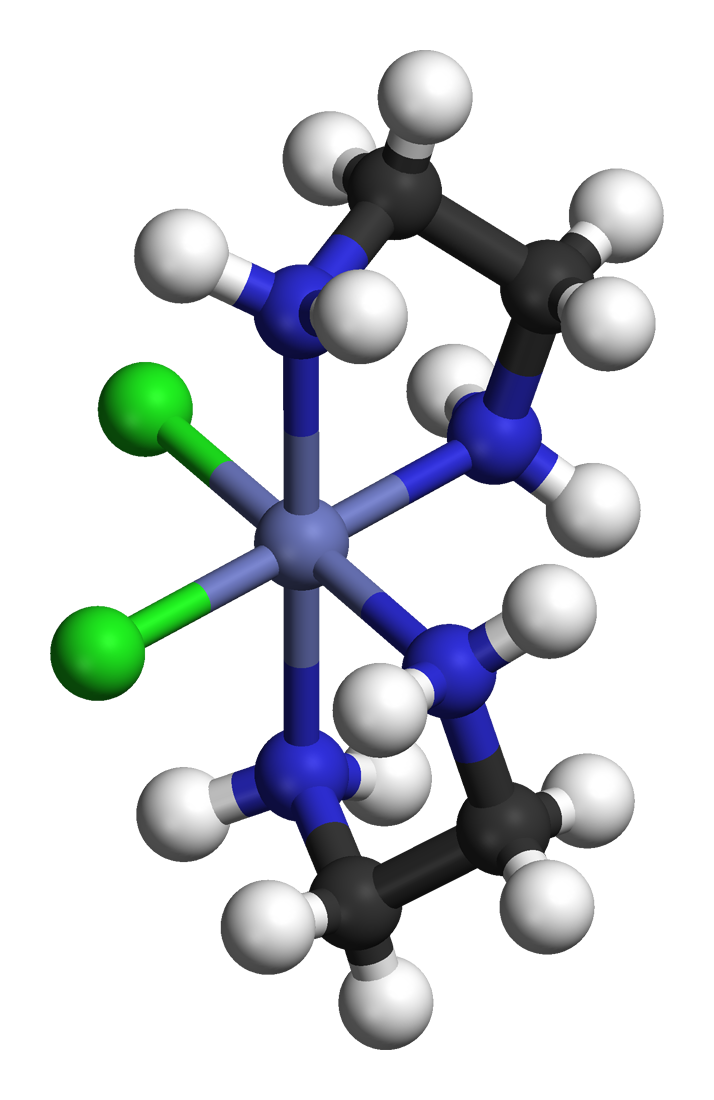
Δ-цис-[CoCl2(en)2]+

Структурная изомерия
Гидратная (сольватная) изомерия заключается в различном распределении молекул растворителя между внутренней и внешней сферами комплексного соединения, в различном характере химической связи молекул воды с комплексообразователем. Например: [Cr(H2O)6]Cl3 (фиолетовый), [Cr(H2O)5Cl]Cl2 ∙ H2O (светло-зелёный), [Cr(H2O)4Cl2]Cl ∙ 2H2O (темно-зелёный).
Ионизационная изомерия определяется различным распределением заряженных лигандов между внутренней и внешней сферами комплекса и характеризует способность координационных соединений с одним и тем же элементным составом давать в растворе разные ионы. Примеры соединений: [Co(NH3)5Br]SO4 (красно-фиолетовый), [Co(NH3)5SO4]Br (красный).
Координационная изомерия связана с переходом лигандов от одного комплексообразователя к другому: [Co(NH3)6][Cr(CN)6] и [Cr(NH3)6][Co(CN)6].

## Электронные свойства

### Окраска
Окраска комплексных соединений зависит от типа лигандов и комплексообразователя. Из-за расщепления энергии d-орбиталей появляется возможность перехода электронов с подуровней dxy,
dzy, dxz на вакантные подуровни с более высокой энергией dz2,dz2-y2 под действием поглощаемых квантов света. Эти явления можно наблюдать с помощью электронной спектроскопии. В зависимости от разности расщепленных уровней комплексы поглощают кванты света определённых диапазонов длин волн, поэтому имеют соответствующую окраску.
|                                | FeII                           | FeIII                             | CoII                      | CuII                             | AlIII                   | CrIII                       |
| ------------------------------ | ------------------------------ | --------------------------------- | ------------------------- | -------------------------------- | ----------------------- | --------------------------- |
| Гидратированный ион            | [Fe(H2O)6]2+ Бледно-зелёный    | [Fe(H2O)5(ОН)]2+ Жёлто-коричневый | [Co(H2O)6]2+ Розовый      | [Cu(H2O)6]2+ Серо-голубой        | [Al(H2O)6]3+ Бесцветный | [Cr(H2O)6]3+ Бледно-зелёный |
| OH-, разбавленный раствор      | [Fe(H2O)4(OH)2] Светло-зелёный | [Fe(H2O)3(OH)3] Коричневый        | [Co(H2O)4(OH)2] Голубой   | [Cu(H2O)4(OH)2] Синий            | [Al(H2O)3(OH)3] Белый   | [Cr(H2O)3(OH)3] Зелёный     |
| OH-, концентрированный раствор | [Fe(H2O)4(OH)2] Светло-зелёный | [Fe(H2O)3(OH)3] Коричневый        | \|[Co(H2O)4(OH)2] Голубой | [Cu(H2O)4(OH)2] Синий            | [Al(OH)4]- Бесцветный   | [Cr(OH)6]3- Бледно-зелёный  |
| NH3, разбавленный раствор      | [Fe(H2O)4(OH)2] Светло-зелёный | [Fe(H2O)3(OH)3] Коричневый        | [Co(H2O)4(OH)2] Голубой   | [Cu(H2O)4(OH)2] Синий            | [Al(H2O)3(OH)3] Белый   | [Cr(H2O)3(OH)3] Зелёный     |
| NH3, концентрированный раствор | [Fe(H2O)4(OH)2] Светло-зелёный | [Fe(H2O)3(OH)3] Коричневый        | [Co(NH3)6]2+ Жёлтый       | [Cu(NH3)4(H2O)2]2+\| Темно-синий | [Al(H2O)3(OH)3] Белый   | [Cr(NH3)6]3+ Бледно-зелёный |
| CO32-                          | FeCO3 Светло-зелёный           | [Fe(H2O)3(OH)3] Коричневый        | CoCO3 Розовый             | CuCO3 Голубой                    |                         |                             |

### Магнитные свойства
Среди химических соединений, в том числе комплексных, различают парамагнитные и диамагнитные, по-разному взаимодействующие с внешним магнитным полем. Парамагнитные комплексы обладают моментом µ и поэтому при взаимодействии с внешним магнитным полем втягиваются в него. Напротив, диамагнитные комплексы, не имея собственного магнитного момента, выталкиваются из внешнего магнитного поля. Парамагнитные свойства веществ обусловлены наличием в их структуре неспаренных электронов и в случае комплексов объясняются специфическим заполнением электронами энергетических уровней.
Существуют два принципа, определяющих заполнение электронами d-орбиталей, расщепленных на dε и dγ -подуровни.
1. Электроны заполняют орбитали так, чтобы число неспаренных электронов было максимальным (правило Хунда).
2. Сначала заполняются орбитали, имеющие меньшую энергию.
С учетом этих правил при числе d-электронов в комплексообразователе от 1 до 3 или 8, 9, 10 их можно расположить по d-орбиталям только одним способом (в соответствии с правилом Хунда). При числе электронов от 4 до 7 в октаэдрическом комплексе возможно либо занятие орбиталей, уже заполненных одним электроном, либо заполнение свободных dγ -орбиталей более высокой энергии. В первом случае потребуется энергия на преодоление отталкивания между электронами, находящимися на одной и той же орбитали, во втором — для перехода на орбиталь более высокой энергии. Распределение электронов по орбиталям зависит от соотношения между величинами энергий расщепления (Δ) и спаривания электронов (Р). При низких значениях Δ («слабое поле»), величина Δ может быть < Р, тогда электроны займут разные орбитали, а спины их будут параллельны. При этом образуются внешнеорбитальные (высокоспиновые) комплексы, характеризующиеся определённым магнитным моментом µ. Если энергия межэлектронного отталкивания меньше, чем Δ («сильное поле»), то есть Δ > Р, происходит спаривание электронов на dε -орбиталях и образование внутриорбитальных (низкоспиновых) комплексов, магнитный момент которых µ = 0. Величину магнитного момента комплекса можно определить путем измерения зависимости его магнитной восприимчивости от температуры. При более точном анализе магнитной восприимчивости комплекса необходимо также учесть диамагнитные поправки, которые образуются от всех атомов, входящих в состав его молекулы. Эти поправочные коэффициенты называются константами Паскаля.

## Применение
- Гальванические покрытия — защита одного металла другим. Комплексные соединения цианидов имеют важное значение в гальванопластике, так как из обычной соли бывает невозможно получить настолько прочное покрытие, как при использовании комплексных соединений.
- Электролитическое получение металлов. Например, алюминий в расплаве криолита образует комплекс Nа3[AlF6]. Из расплавов соединений комплексных солей получают такие металлы, как Nb, Tl, Th, Mg.
- Защита металлов от коррозии. Ингибиторы — комплексные соли, где лигандами выступают и органические вещества.
- Аналитическая химия. Многие индикаторы, реактивы, которые помогают распознать вещества, ионы и даже заряды ионов, — комплексные соединения.
- Многие комплексные соединения обладают каталитической активностью существенно более высокой, чем соответствующие металлы в чистом виде, а их растворимость обеспечивает необходимую доступность атома катализатора в совершенно иных температурных условиях, нежели металл в твёрдой фазе. Поэтому их широко используют в неорганическом и органическом синтезах. Таким образом, с использованием комплексных соединений связана возможность получения многообразных химических продуктов: лаков, красок, фотоматериалов и т. д.
- Получение и очистка металлов.
  - Химические методы извлечения металлов из руд связаны с образованием КС. Например, для отделения золота от породы руду обрабатывают раствором цианида натрия в присутствии кислорода.
  - Для получения чистых железа, никеля, кобальта используют термическое разложение карбонилов металлов. Эти соединения — летучие жидкости, легко разлагающиеся с выделением соответствующих металлов.
- Важнейшие органические соединения — гемоглобин и хлорофилл — тоже соединения комплексные, они представляют собой порфириновое кольцо с ионом металла в центре.
- Синтез многих лекарственных препаратов, витаминов, биодобавок и многих других веществ связан с комплексными соединениями.